# Miss Limbourg
Miss Limbourg (néerlandais : Miss Limburg) est un concours de beauté féminine qualificatif pour l'élection de Miss Belgique, destiné aux jeunes femmes belges.

## Lauréates notables
| Année | Nom                | Titre national                                  |
| ----- | ------------------ | ----------------------------------------------- |
| 2001  | Liesbet Cuenen     |                                                 |
| 2002  | Ellen Philtjens    |                                                 |
| 2003  | Ilse Bruggen       |                                                 |
| 2004  | Karin Schreurs     |                                                 |
| 2005  | Kenza Vanderaerden |                                                 |
| 2006  | Virginie Claes     | Miss Belgique 2006                              |
| 2007  | Sanne Thonnard     |                                                 |
| 2008  | Bo Tijskens        |                                                 |
| 2009  | Debbie Vaes        | 3e dauphine de Miss Belgique 2009, Zeynep Sever |
| 2010  | Ann Alders         |                                                 |
| 2011  | Marieke Meelberghs |                                                 |
| 2012  | Julie Ghoos        |                                                 |
| 2013  | Leen Geysen        |                                                 |
| 2014  | Carolien Mantels   |                                                 |
| 2015  | Maxime Daniels     |                                                 |
| 2016  | Laurien Bammens    |                                                 |

## Palmarès à l’élection Miss Belgique
- Élue Miss Belgique :
- 2006 : Virginie Claes, Miss Limbourg 2006.
- 2014 : Laurence Langen, 2e dauphine de Miss Limbourg 2014, Carolien Mantels.